# 馬斯奧·米蘭達·費利達斯·羅渣·達施華
馬斯奧·米蘭達·費利達斯·羅渣·達施華（葡萄牙語：Márcio Miranda Freitas Rocha da Silva，1981年3月20日—），一般称作馬仙奴（Marcinho），生于坎皮納斯，巴西职业足球运动员，2007年7月由高士路外借至鹿島鹿角，外借期2007年12月終止。
在2005年4月27日，他唯一一次替巴西上陣，該日巴西友賽以3:0擊敗危地馬拉。
聖伊天曾為馬仙奴向高士路報價，但高士路沒布立即放人，但當地媒體表示該法國球會會為馬仙奴付出 €4.5M，該交易最終未能成真因為馬仙奴體測不合格。